# Ramón Llamas Madurga
Manuel Ramón Llamas Madurga (Valladolid, 3 de octubre de 1931-Madrid, 11 de diciembre de 2021) fue un ingeniero, geólogo y catedrático español. Académico de la Real Academia de Ciencias Exactas, Físicas y Naturales y de la  Real Academia de Doctores de España. Su labor investigadora ha supuesto un cambio radical en la hidrología, en lo referente al tratamiento, consideración, gestión y administración de las aguas subterráneas.

## Biografía

### Formación académica
Nació en el seno de una familia numerosa. Su padre era ingeniero de caminos y había sido director de la Confederación Hidrográfica del Duero. Se licenció en Ingeniería de Caminos, Canales y Puertos en 1956 y en Geología 1958 la Universidad Complutense de Madrid. Se doctoró en ambas carreras en 1963 y 1961 respectivamente.

### Actividad profesional

#### Funcionario del Cuerpo de Ingenieros de Caminos, Canales y Puertos
Ingresó como funcionario del Cuerpo de Ingenieros de Caminos, Canales y Puertos y fue destinado a la Confederación Hidrográfica del Pirineo Oriental, antecesora de la actual Demarcación Hidrográfica de las Cuencas Internas de Cataluña (1959-1960), el Servicio Geológico de Obras Públicas (1960-1972), desde donde impulsó un estudio pionero, consiste en cuantificar por primera vez los recursos hidráulicos totales, tanto los recursos hídricos superficiales como los subterráneos, de las cuencas de los ríos Besós y Bajo Llobregat.
Posteriormente se integró en el Centro de Estudios de Ordenación del Territorio y Medio ambiente del Ministerio de Obras Públicas de España (1980-1982). Por cuenta del ministerio hizo estudios de especialización en Francia (1963), Alemania (1964) e Israel (1965) en materia de recursos hídricos, geotecnia y medio ambiente, lo que le permitió realizar numerosos informes oficiales sobre estas materias.

#### Profesor universitario: Zaragoza, Barcelona y Madrid
Asimismo, desde 1972 fue profesor de geología, hidrología, hidrogeología, hidrogeoquímica y estadística aplicada en las Universidades de Zaragoza, Politécnica de Cataluña, central de Barcelona, Autónoma de Madrid y Complutense de Madrid (1972-1978 y 1985-2002), en la que fue nombrado catedrático emérito. También fue profesor en el Manhattan College de Nueva York (1978).
Se especializó en los recursos hídricos en su base subterránea y desde 1965 creó, junto con Emilio Custodio, profesor de la UPC, el Curso Internacional de Hidrología Subterránea (Barcelona), un postgardo pionero por el que han pasado 1.300 estudiantes de cuarenta países, que continúa actualmente y es el curso de postgrado más antiguo de todas las Universidades españolas.
En 1998 fundó el Observatorio del Agua, de la Fundación Botín, un programa y think tank dedicado al estudio de los retos asociados a la gestión del agua. Durante los últimos dieciocho años de su actividad profesional fue director del Observatorio.

#### Foro Mundial del Agua
Participó en diversos foros mundial del Agua. Concretamente, durante la sesión especial sobre Agua y Ética en el Segundo Foro Mundial del Agua y Conferencia Ministerial (La Haya, 2000) coordinó el grupo de trabajo sobre la ética en los usos del agua, en la Unesco; en el Tercer Foro Mundial del Agua (Kyoto, 2003) presidió una sesión sobre The Intensive Groundwater Use Silent Revolution; y finalmente, en el Cuarto Foro Mundial del Agua (Ciudad de México, 2006), presidió otra sesión sobre Groundwater Sustainability.
Falleció cristianamente en el madrileño Hospital de La Milagrosa, el 11 de diciembre de 2021.

### Asociaciones a las que ha pertenecido
- presidente del Grupo de Hidrología de la Asociación de Geólogos Españoles (1972-1976)
- presidente de la International Association of Hydrogeologists (1984-1989)
- uno de los socios fundadores de la ONG CODESPA para promover el desarrollo en el Tercer Mundo (1985)
- miembro de la Real Academia de Ciencias Exactas, Físicas y Naturales (1986). Presidente de la Sección de Ciencias Naturales (2004-2008)
- miembro de los Patronatos de los Parques nacionales de las Tablas de Daimiel y Doñana (1996-1999)
- advisor del American Institute of Hydrology (1998)
- coordinador del grupo de trabajo de la Unesco sobre ética del uso de los recursos de agua dulce (1998-1999)
- director del Observatorio del Agua de la Fundación Marcelino Botín (1998-2016), y desde entonces Director Honorífico.[8]
- miembro del comité científico de la ONG Acción contra el Hambre (1999-2004)
- miembro del comité asesor científico de la ONG Action Against Hunger (2000-2004)
- miembro Numerario de la Real Academia de Doctores de España (2001)
- vicepresidente de la International Association of Water Resources (2001-2003)
- académico de la Academia Europea de Ciencias y Artes (2004)
- miembro de la Académie de l'Eau de Francia (2006)¡

### Premios y reconocimientos
- Honorary Fellow de la Sociedad Geológica de Londres (1991)
- Ciudadano de Honor de Murviel-les-Montpellier (1993)[6]
- Premio de divulgación científica, otorgado por el Club de la Energía de España (1995)
- Doctor honoris causa por la Universidad de La Coruña (4 de diciembre de 2002)[9]
- Cannes International Great Prize of Water (2006)
- Doctor honoris causa por la Universidad Politécnica de Cataluña (3 de noviembre de 2010)[10]

## Publicaciones
- La economía del agua subterránea y su gestión colectiva con Nuria Hernández-Mora, Mundi Prensa Libros S.A., 2001. ISBN 84-7114-965-6